# Zhořec (Manětín)
Zhořec (německy Zhorec, Hurz) je vesnice, část města Manětín v severní části okresu Plzeň-sever v Plzeňském kraji. Katastrální území Zhořec u Manětína měří 341,65 hektaru.
Zhořec leží na svahu nad levým břehem Manětínského potoka, sedm kilometrů západoseverozápadně od Manětína. Vsí prochází silnice II/193. Na severu sousedí se Zbraslaví, na severovýchodě s Lukovou, na východě s Mezím, na jihozápadě s Potokem a na severozápadě s Vlkošovem.

## Historie
První písemná zmínka o Zhořci pochází z roku 1351, kdy vesnice patřila vladykům ze Štědré. Okolo roku 1360 Heřman ze Štědré vystavěl ve Zhořci tvrz a začal používat přídomek ze Zhořce. Před rokem 1379 od něj vesnici koupil Bavor ze Všerub, ale Heřmanovi potomci dále žili v okolních vesnicích a nazývali se Sirotky ze Zhoře. Roku 1386 vesnici získal Petr z Rabštejna na Sychrově. Zhořecká tvrz tak ztratila svou sídelní funkci, a zanikla.
Po druhé světové válce byla převážně německá obec vysídlena a přišli do ní noví obyvatelé.[zdroj⁠?!]

## Obyvatelstvo
Při sčítání lidu v roce 1921 zde žilo 147 obyvatel (z toho 68 mužů), z nichž byl jeden Čechoslovák, 145 Němců a jeden příslušník jiné národnosti. Kromě jednoho člena nezjišťovaných církví byli římskými katolíky. Podle sčítání lidu z roku 1930 měla vesnice 144 obyvatel jednoho Čechoslováka a 143 Němců. Všichni byli římskými katolíky.
| Rok            | 1869 | 1880 | 1890 | 1900 | 1910 | 1921 | 1930 | 1950 | 1961 | 1970 | 1980 | 1991 | 2001 | 2011 | 2021 |
| -------------- | ---- | ---- | ---- | ---- | ---- | ---- | ---- | ---- | ---- | ---- | ---- | ---- | ---- | ---- | ---- |
| Počet obyvatel | 129  | 141  | 154  | 142  | 154  | 147  | 144  | 90   | 87   | 64   | 70   | 65   | 53   | 57   | 51   |
| Počet domů     | 26   | 29   | 29   | 28   | 28   | 28   | 29   | 26   | 26   | 14   | 15   | 15   | 15   | 18   | 16   |

## Obecní správa
Při sčítání lidu v letech 1869–1930 Zhořec byl osadou obce Luková v okrese Kralovice. V letech 1950–1975 byl částí obce Mezí, se kterým patřil nejprve do okresu Toužim, ale v letech 1961–1975 v okrese Plzeň-sever. Od 1. ledna 1976 je částí města Manětín v okrese Plzeň-sever.